# Hamferð
Hamferð ist eine färöische Band, die Death Doom mit färöischen Texten macht. Der Name ist die faröische Bezeichnung für die geisterhafte Erscheinung eines auf der See verstorbenen Mannes.

## Geschichte
Die Band wurde 2008 in Tórshavn gegründet und nahm im Herbst 2009 erste Demoaufnahmen auf. Nachdem Hamferð im folgenden Jahr den Bandwettbewerb Sement gewannen nahmen sie ihre erste EP auf, die unter dem Titel Vilst er síðsta fet veröffentlicht wurde. Nach mehreren Auftritten in ihrer Heimat, ging die Gruppe gemeinsam mit Skálmöld im Sommer 2011 auf landesweite Tour durch die Färöer und Island, im Oktober folgte die erste Europa-Tour der Band, bei der sie gemeinsam mit Crimfall im Vorprogramm von Týr und Moonsorrow spielte.
2012 nahm die Band am Wacken Metal Battle teil und gewann einen Auftritt auf dem Wacken Open Air sowie einen Plattenvertrag bei Nuclear Blast. Letzteren lehnten Hamferð jedoch ab. So erschien das Debütalbum Evst 2013 bei dem färöischen Label Tutl. Das zweite Album Támsins likam (dt. „Nebelgestalt“) erschien 2018 bei Metal Blade Records. Die Besetzung blieb über die Jahre größtenteils unverändert, obgleich 2014 zum zweiten Mal der Bassist wechselte und Ísak Petersen (Heljareyga, Synarchy) der Gruppe beitrat. Laut Sänger Aldará hatte dies auch Einfluss auf die Entwicklung des Klangs, da somit bislang an jeder Veröffentlichung ein anderer Bassist kompositorisch mitwirkte.
Bei der Sonnenfinsternis vom 20. März 2015 nahm die Band ein Video des Titels Deyðir varðar auf. Über der Bucht Kvívík auf der Insel Streymoy sieht man über sechs Minuten nur eine feste Einstellung auf den Sänger und zwei Gitarristen. Am Himmel kann man die Sonnenfinsternis verfolgen. Am 12. April 2019 erschien die aktuelle EP Ódn, zeitnah wurde eine Konzertaufnahme des Titelstücks als Video veröffentlicht.

## Stil
Die Texte sind an die Seefahrersagen der Färinger angelehnt. Auf Támsins likam werden vor allem die damit verbundenen tragischen Emotionen thematisiert. („Angst, Misstrauen, Realitätsflucht, Verzweiflung“)

## Diskografie
- 2010: Vilst er síðsta fet (EP; CD, Tutl)
- 2013: Evst (Album; CD/LP, Tutl)
- 2018: Támsins likam (Album; CD/LP; Metal Blade Records)
- 2019: Ódn (EP; 12"-Vinyl, Metal Blade Records)
- 2024: Men Guðs hond er sterk (Album, CD/12"-Vinyl, Metal Blade Records)

Beiträge auf Kompilationen
- 2013: Maximum Metal Vol. 189 (Lied: Evst; CD, Metal Hammer)
- 2017: Lauschangriff 59 (Lied: Hon Sydrast; CD, Rock Hard)
- 2017: Maximum Metal Vol. 234 (Lied: Frosthvarv; CD, Metal Hammer)

## Musikvideos
| Offizielle Videoclips - 2015: Deyðir varðar (Regie/Produktion: Kenneth Jørgensen / Phenexus Productions) - 2017: Frosthvarv (Regie/Produktion: Franklin Henriksen, Beinta Haraldsen) - 2024: Ábær (Regie/Produktion: Gaui H Pic) - 2024: Hvölja (Regie/Produktion: Gaui H Pic) - 2024: Marrusorg (Regie/Produktion: Gaui H Pic) | Offizielle Lyrikvideos - 2014: Hon syndrast (Produktion: Costin Chioreanu) |